# Milan Savić
Milan Savić (19 de maio de 2000) é um futebolista profissional sérvio e bósnio-herzegovino que atua como ponta. Savić iniciou a sua carreira profissional no Čukarički.

## Carreira
Savić iniciou a sua carreira no clube da sua cidade natal, o Radnik Bijeljina, antes de se juntar em 2014 à academia juvenil do clube sérvio Estrela Vermelha de Belgrado. Em 2018, transferiu-se para a equipa de juniores do clube belga Mechelen. 
Savić assinou contrato com o Čukarički em janeiro de 2020. Estreou-se como profissional contra o Inđija em 6 de junho, aos 20 anos.
Em 11 de setembro, ele marcou seu primeiro gol profissional. Em 2025, ele assinou um contrato com o FK Sloga.

## Carreira internacional
Savić representou a Bósnia e Herzegovina em todos os níveis juvenis.